# Pontecorvo
Pour les articles homonymes, voir Pontecorvo (homonymie).
Pontecorvo est une commune italienne d'environ 12 800 habitants, située dans la province de Frosinone, dans la région Latium, en Italie centrale.

## Géographie
Le territoire est traversé par le Liri.

## Histoire
De 1463 à 1860, Pontecorvo est une enclave des États pontificaux dans le royaume de Naples.
En février 1806, le royaume de Naples est octroyé à Joseph Bonaparte, les principautés de Bénévent et Pontecorvo sont créées.
De 1806 à 1810, la ville est confiée au maréchal Jean-Baptiste Jules Bernadotte.
De 1812 à 1815, la principauté est gouvernée par Lucien Murat, fils de Joachim Murat, avant de retourner à l'Église en attendant l'unité italienne.

## Personnalités liées à la commune
- Gaetano Aloisi Masella
- Paolo Emilio Bergamaschi
- Giuliano Giannichedda (1974-), footballeur né à Pontecorvo.
- Grimoald de la Purification
- Benedetto Aloisi Masella

## Économie
- La production du poivron de Pontecorvo bénéficie d'une appellation protégée (AOP). Les qualités mises en avant sont la digestibilité et la finesse de la peau.

## Monuments et patrimoine
- Cathédrale de Pontecorvo

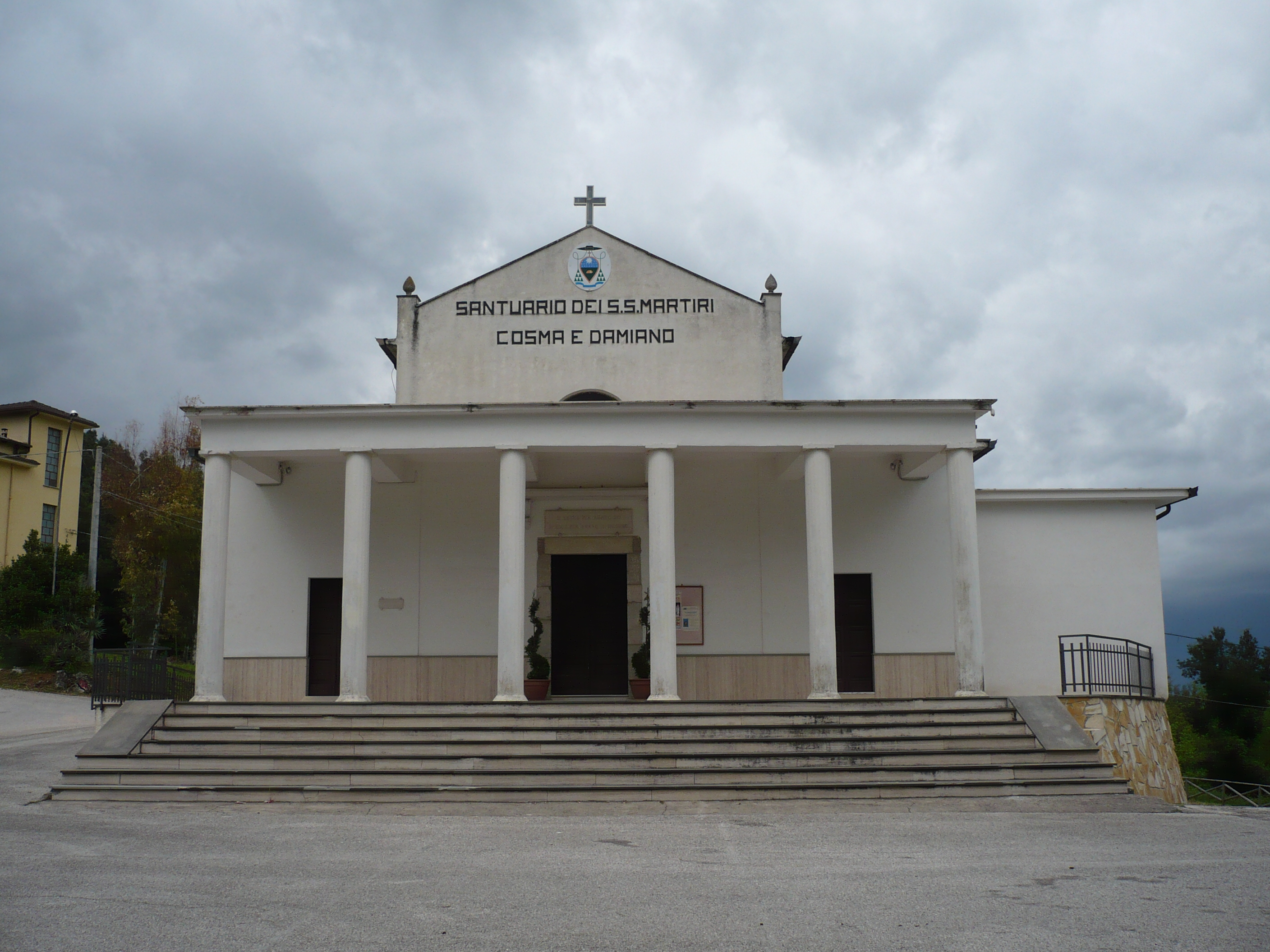
Sanctuaire Saint-Cosme.
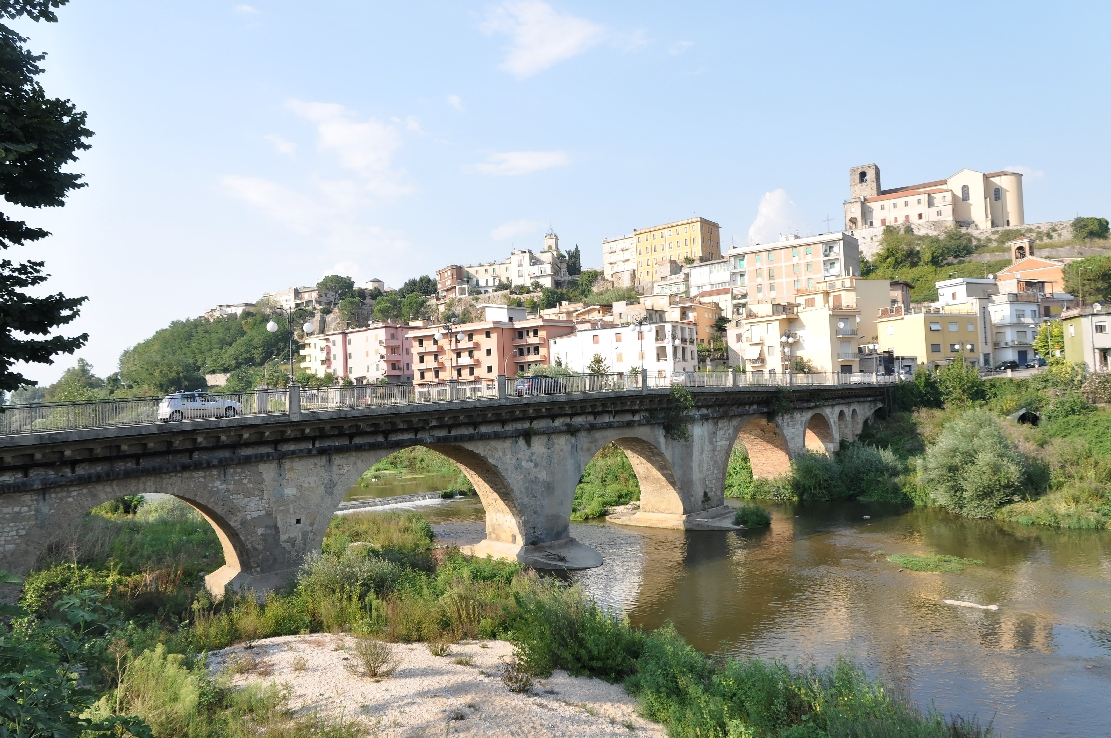
Pont à arches sur Le Liri.
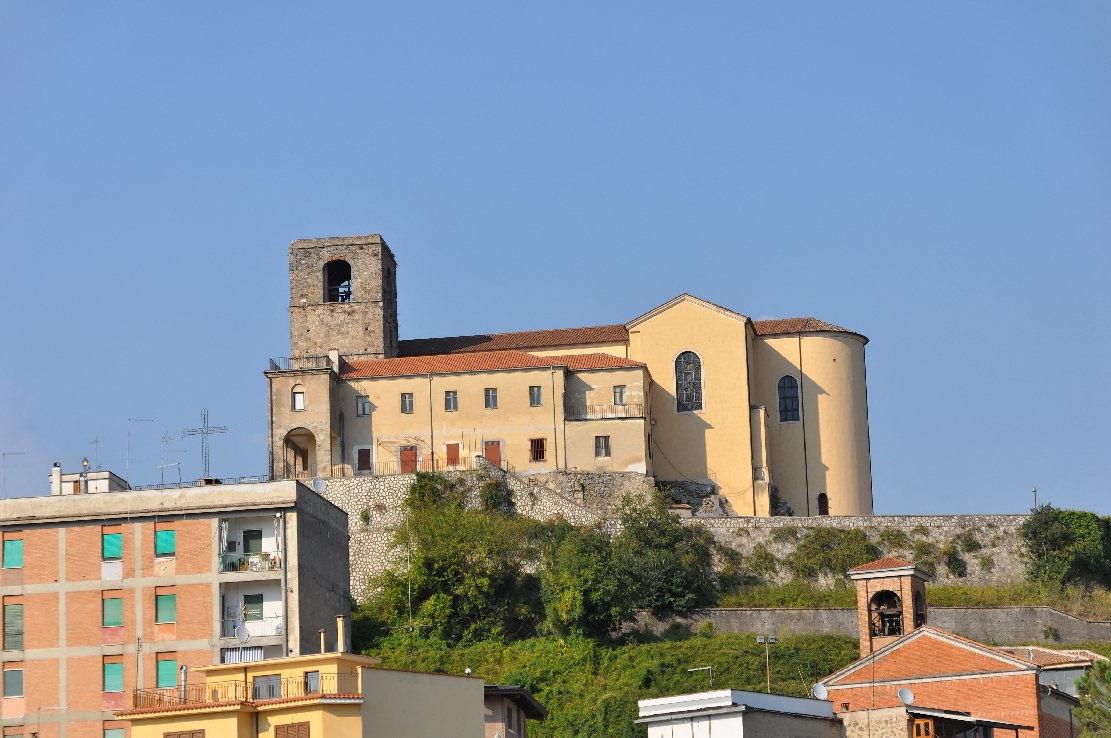
La cathédrale.

- Sanctuaire Saint-Cosme.
- Pont à arches sur Le Liri.
- La cathédrale.

## Administration
| Période                                  | Période          | Identité            | Étiquette     | Qualité |
| ---------------------------------------- | ---------------- | ------------------- | ------------- | ------- |
| 12 juin 1994                             | 29 novembre 1998 | Manfredo Coccarelli | Liste civique |         |
| 19 novembre 1998                         | 28 mars 2010     | Riccardo Roscia     | Liste civique |         |
| 28 mars 2010                             | 31 mai 2015      | Michele Notaro      | Liste civique |         |
| 31 mai 2015                              | En cours         | Anselmo Rotondo     |               |         |
| Les données manquantes sont à compléter. |                  |                     |               |         |

### Hameaux
- Sant'Oliva
- San Cosma

### Communes limitrophes
Aquino, Campodimele, Castrocielo, Esperia, Pico, Pignataro Interamna, Roccasecca, San Giovanni Incarico